# Église Saint-Remi d'Isles-sur-Suippe
L'église Saint-Remi est une église catholique située à Isles-sur-Suippe, en France.

## Localisation
L'église est située dans le département français de la Marne, sur la commune d’Isles-sur-Suippe, au centre du village.

## Histoire du monument
L'église remonte à la première moitié du XIIe siècle dans ses parties les plus anciennes : Le carré du transept et la tour massive qui la surmonte. Le chœur, les collatéraux et l'abside sont du XIIIe siècle, le chœur a été remanié à la fin du XVIe siècle.
La tour est couronnée d'une flèche très élancée, cantonnée de quatre clochetons. Elle a été rétablie après avoir été frappée par la foudre le 24 juin 1599.
La nef moderne a été reconstruite en 1882, elle comprend trois travées avec bas-côtés. La façade occidentale, bâtie la même année, est percée d'une porte surmontée de trois fenêtres accolées.

## Architecture et décoration

### Extérieur
La tour carrée est, sur chacune de ses faces, percée de deux baies jumelles dans un encadrement rectangulaire surmontées de deux arceaux en plein cintre reposant sur deux colonnettes latérales et une colonnette médiane. À la base des baies, une corniche en dents de scie se prolonge sur tous les côtés. À la naissance de la toiture, une autre corniche est ornée de deux rangs de billettes alternées.
Un escalier donnant l'accès aux combles se trouve au sud dans une tourelle jouxtant le collatéral de la première travée du cœur.

### Intérieur
Dix personnages décorent le bas d'autel du Maître Autel, lui-même décoré des quatre évangélistes. Sainte Catherine et Sainte Cécile avec une cithare apparaissent sur l'autel de la Vierge. Le Sacré Cœur apparait à Sainte Marguerite-Marie Alacoque sur le bas d'autel de l'autel du Sacré Cœur. On y voit aussi Saint Joseph et Notre Dame de Lourdes.
La statuaire est complétée par Saint Joseph et Sainte Marie à l'entrée de la nef, Saint Éloi et Saint Blaise près du carré du transept, Saint Antoine de Padoue et Sainte Jeanne d'Arc dans le transept sud, Saint Nicolas près de la sacristie et un Christ du XVIIIe siècle dans le carré du transept.
Les cloches sont enlevées par les Allemands en 1916. À l'issue du conflit et à la suite des démarches de la fille du maire, la commune reçoit une petite cloche en don d'une citoyenne américaine. Le 20 janvier 1924, le clocher retrouve ses trois cloches, copies fidèles de celles enlevées en 1916 : Suzanne Fernande (1 050 kg) sonne le fa, Marie-Louise (780 kg), sonne le sol et Jeanne-Antoinette (650 kg) sonne le la. La petite cloche utilisée temporairement est offerte au village de Biffeche au Sénégal en 1965.
Les orgues de J. Merklin et Cie sont reconstruites par Merklin et Fortin après la Première Guerre mondiale pour 68 000 francs. Elles sont inaugurées le 9 septembre 1931.
L'horloge commandée en 1922 à la maison Prêtre Fils pour 7 500 francs est restaurée en 1974.
Les vitraux, datant de 1892 sont l’œuvre de Vermonet et Pommery.

## Pour approfondir

### Webographie
- « Église Saint-Remi », notice no APMH00065088, sur la plateforme ouverte du patrimoine, base Mérimée, ministère français de la Culture